# UFC Fight Night: Teixeira vs. Bader
UFC Fight Night: Teixeira vs. Bader (también conocido como UFC Fight Night 28) fue un evento de artes marciales mixtas celebrado por Ultimate Fighting Championship el 4 de septiembre de 2013 en el Mineirinho Arena en Belo Horizonte, Brasil.

## Historia
La pelea entre Rafael Assunção y T.J. Dillashaw fue brevemente relacionada con este evento. Sin embargo, la vinculación se retrasó y se espera que tenga lugar en un evento a finales de este año debido a un problema médico de Assunção.
Se esperaba que Kenny Robertson se enfrentara a João Zeferino en este evento. Sin embargo, Robertson se retiró de la pelea alegando una lesión y fue reemplazado por el recién llegado a UFC Elias Silvério.
Se esperaba que Marcelo Guimarães se enfrentara a Keith Wisniewski en este evento. Sin embargo, Guimarães se retiró de la pelea alegando una lesión y fue reemplazado por el debutante en UFC Iván Jorge.
Se esperaba que Godofredo Castro se enfrentara a Sam Sicilia en el evento. Sin embargo, Castro se retiró de la pelea alegando una lesión y fue sustituido por Felipe Arantes. Más tarde, el 7 de agosto, Sicilia también se retiró y fue reemplazado por el recién llegado Kevin Souza.

## Premios extra
Cada peleador recibió un bono de $50,000.
- Pelea de la Noche: Rafael Natal vs. Tor Troéng
- KO de la Noche: Glover Teixeira
- Sumisión de la Noche: Piotr Hallmann